# Augusts Kirhenšteins

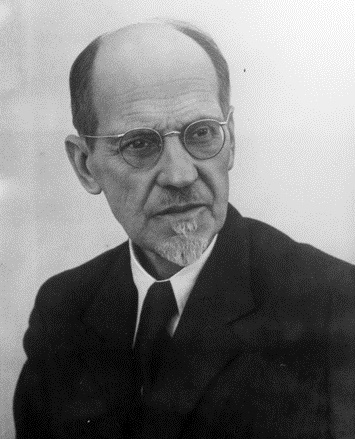
Augusts Kirhenšteins (1942)

Augusts Kirhenšteins (deutsche Namensschreibung: August Kirchenstein; * 6. Septemberjul. / 18. September 1872greg. Gemeinde Salisburg, Gouvernement Livland; † 3. November 1963 in Riga, damals Lettische SSR,  Sowjetunion) war ein lettischer Mikrobiologe und Politiker. Er war 1940 für kurze Zeit lettischer Ministerpräsident und vollzog die Aufnahme Lettlands in die Sowjetunion.

## Leben
Augusts Kirhenšteins machte 1901 seinen Abschluss am Veterinär-Institut in Dorpat. Von 1902 bis 1905 arbeitete er als Veterinär in Lemsal und Wolmar. Er war in die Revolution von 1905 verwickelt und floh deshalb ins Ausland. Nach Aufenthalten in der Schweiz und Serbien kehrte er nach der Februarrevolution 1917 in seine Heimat zurück. Während der lettischen Unabhängigkeit hatte er hohe Posten bei der Universität Lettlands inne. Er gehörte zu den führenden Wissenschaftlern auf dem Gebiet der Mikrobiologie und war Mitgründer der Lettischen Akademie der Wissenschaften.
1940, nach dem Einmarsch der Roten Armee in Lettland, wurde er von Kārlis Ulmanis am 20. Juni zu dessen Nachfolger als Ministerpräsident ernannt. Am 21. Juli wurde Ulmanis zum Rücktritt als Staatspräsident gezwungen. Seine Aufgaben wurden kommissarisch von Kirhenšteins übernommen. Kirhenšteins beantragte am 25. August die Aufnahme Lettlands in die Sowjetunion. Danach war er noch bis 1952 Vorsitzender des Präsidiums des Obersten Sowjets der Lettischen SSR und stellvertretender Vorsitzender des Präsidiums des Obersten Sowjets der UdSSR.
Das Mikrobiologische Institut der Lettischen Akademie der Wissenschaften in Riga war lange Zeit nach Kirhenšteins benannt.